# Michel Sordel
Michel Sordel, né le 11 novembre 1920 à Aubepierre-sur-Aube (Haute-Marne) et mort le 23 février 1994 à Châtillon-sur-Seine (Côte-d'Or), est un homme politique français. 

## Détail des fonctions et des mandats
Mandats locaux
- 1966 - 1971 : Maire de Châtillon-sur-Seine
- 1971 - 1977 : Maire de Châtillon-sur-Seine
- 1977 - 1983 : Maire de Châtillon-sur-Seine
- 1983 - 1989 : Maire de Châtillon-sur-Seine

Mandats parlementaires
- 26 septembre 1971 - 28 septembre 1980 : Sénateur de la Côte-d'Or
- 28 septembre 1980 - 1er octobre 1989 : Sénateur de la Côte-d'Or